# سمیلوو لاز
سمیلوو لاز (به صربی: Smilov Laz) یک منطقهٔ مسکونی در صربستان است که در نووی پازار واقع شده‌است.